# Давид ди Донателло 1974
19-я церемония вручения наград премии «Давид ди Донателло» состоялась 20 июля 1974 года в Театре в Тавромении.

## Победители

### Лучший фильм
- Амаркорд, режиссёр Федерико Феллини (ex aequo)
- Хлеб и шоколад, режиссёр Франко Брузати (ex aequo)

### Лучшая режиссура
- Федерико Феллини — Амаркорд

### Лучшая женская роль
- Софи Лорен — Поездка
- Моника Витти — Звёздная пыль

### Лучшая мужская роль
- Нино Манфреди — Хлеб и шоколад

### Лучший иностранный режиссёр
- Ингмар Бергман — Шёпоты и крики

### Лучшая иностранная актриса
- Барбра Стрейзанд — Какими мы были (ex aequo)
- Татум О’Нил — Бумажная луна (ex aequo)

### Лучший иностранный актёр
- Роберт Редфорд — Афера (ex aequo)
- Аль Пачино — Серпико (ex aequo)

### Лучший иностранный фильм
- Иисус Христос — суперзвезда, режиссёр Норман Джуисон

### David Europeo
- Франко Брузати для фильма Хлеб и шоколад

### David Speciale
- Харриет Андерсон
- Адриана Асти
- Сильвио Клементелли
- Франсуаза Фабиан
- Тури Ферро
- Берт Ланкастер
- Гоффредо Ломбардо
- Марио Пезуччи
- Кари Сюльван
- Ингрид Тулин
- Лив Ульман
- Лино Вентура